# Klassifikation
Klassifikation innebär att likartade objekt inom en domän är sammanförda i olika delgrupper benämnda klasser. Klassifikation av ett större väldefinierat ämnesområde medför att en systematik uppstår, en väldefinierad relativt fast indelning av ämnet i undergrupper. Aktiviteten att klassificera benämns klassificering.
Domänen kan vara ändlig eller oändlig. Indelningsgrunden kan vara hierarkisk eller icke-hierarkisk.
En klassifikation görs för att skilja på det man delar in. Varje delelement skall således bara tillhöra en klass. Summan av alla klasser på en viss nivå är lika med summan av den överliggande nivån.
Indelningen görs utifrån aspekter (vyer) och med ledning av de egenskaper som tingen tilldelas (attribut).
Ett element tillhör således bara en klass (utifrån en viss aspekt). Men genom olika aspekter (indelningsgrunder) kan det tillhöra olika klasser i olika indelningar.
Ett klassifikationssystem kan vara olika uppbyggt, till exempel bygger (Linnés sexualsystem) på en binär klassifikation i släkten och arter (och ytterligare gruppering i familjer etc), det kan vara uppbyggt på decimalsystem med allt finare indelning.
Moderna klassifikationssystem har oftast en uppbyggnad som lämpar sig för bearbetning i informationssystem.